# 北京大学第六医院

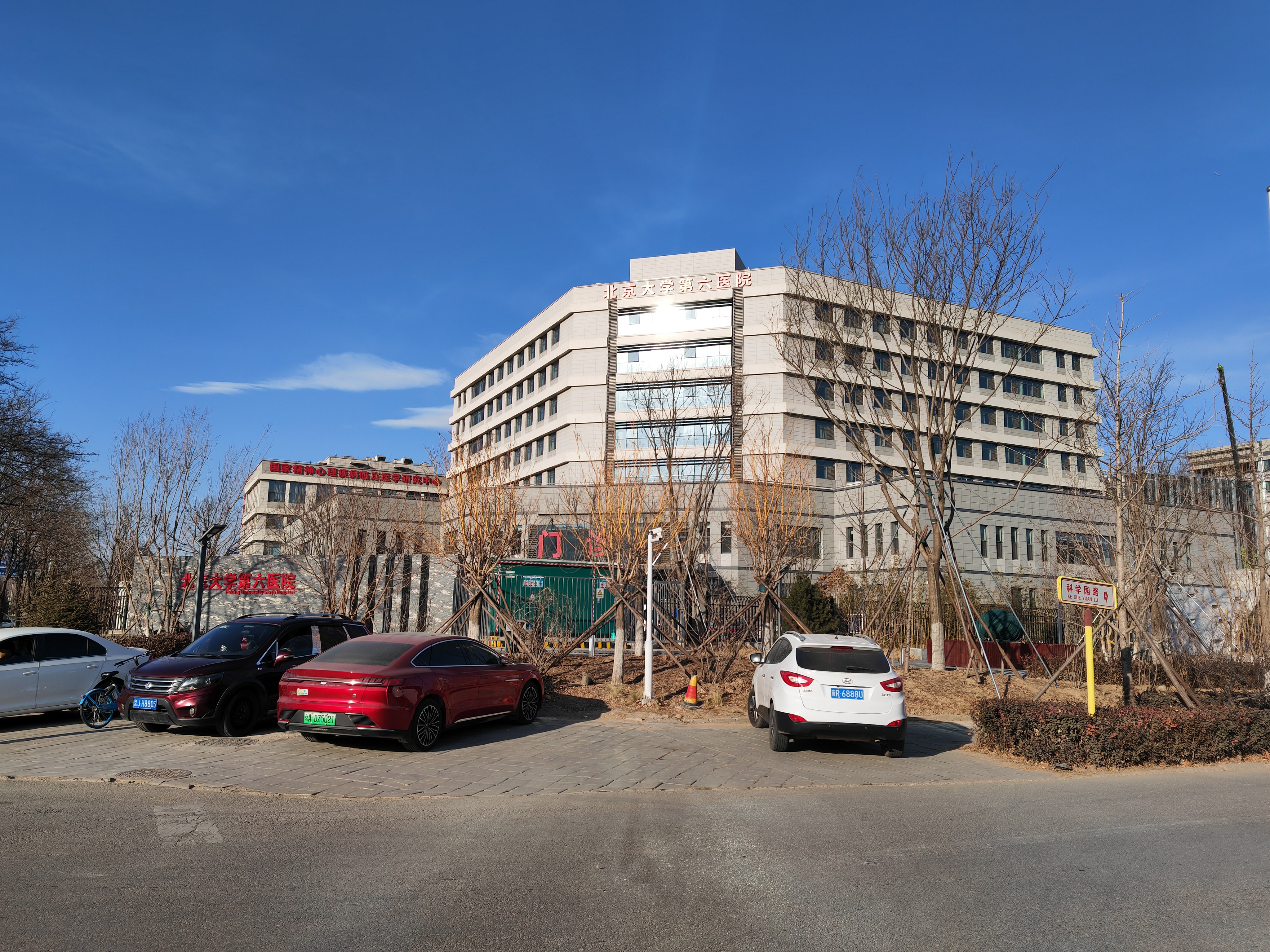
北京大学第六医院 北院

北京大学第六医院，是一所三甲精神科医院，位于北京市海淀区花园北路51号，创建于1942年，同时承担北京大学精神卫生研究所的任务。
北大六院是北京大学精神病学与精神卫生学的临床医疗、人才培训与科学研究基地，是世界卫生组织（WHO）北京精神卫生研究和培训协作中心，也是中国疾病预防控制中心的精神卫生中心，以及国家卫生健康委预算管理的唯一一家三级甲等精神专科医院。现任院长是中国科学院院士陆林。
该院集临床医疗、人才培养、科学研究与公共卫生多项功能为一体，连续十年蝉联全国精神病学专科医院声誉排行榜榜首，连续六年荣获中国医院科技量值精神病学学科第一，在精神病学与精神卫生领域里处于国际知名、国内领先的地位。

## 历史
北京大学精神医学学科创建于1942年，为北京大学医学院附属医院设立的神经精神科；
1980年3月，成立北京医学院精神卫生研究所；
1992年10月增加北京医科大学第六医院名称；
2000年4月北京大学与北京医科大学合并后，更名为北京大学第六医院、北京大学精神卫生研究所；
该医院是2002年由中国疾病预防控制中心精神卫生中心主导成立的北京大学精神卫生研究所的依托单位；
2019年1月21日，中国医学科学院设立首批院外研发机构，其中包括了作为创新单元的北京市第六医院；
2020年9月22日于北京市昌平区中关村生命科学园正式启用北院。